# 心ひとつ
「心ひとつ」（こころひとつ）は、日本の歌手MISIAの12枚目のシングルである。2003年8月27日発売。発売元はRhythmedia Tribe。

## 概要
- 前作「BACK BLOCKS」以来約9ヶ月振りの2003年第1弾シングル。
- 今作のレコーディングはロンドンで行なわれた。

## 収録曲
（全作詞：MISIA／作曲：鷺巣詩郎）
1. 心ひとつ [4:40]
編曲：鷺巣詩郎
  - 東宝配給映画『ドラゴンヘッド』主題歌
2. 心ひとつ (DJ GOMI Remix) [4:41]
編曲：KAZUHIKO GOMI
3. 心ひとつ (DJ GOMI Anthem Remix) [4:57]
編曲：KAZUHIKO GOMI
4. 心ひとつ (Instrumental) [4:40]
5. 涙のプレゼント [4:59]
編曲：鷺巣詩郎